# パルィギン・ボリス
パルィギン・ボリス（ロシア語: Борис Дмитриевич Парыгин、英語: Boris Dmitrievitch Parygin、1930年6月19日 - 2012年4月9日）は、ロシアの哲学者であり心理学者。

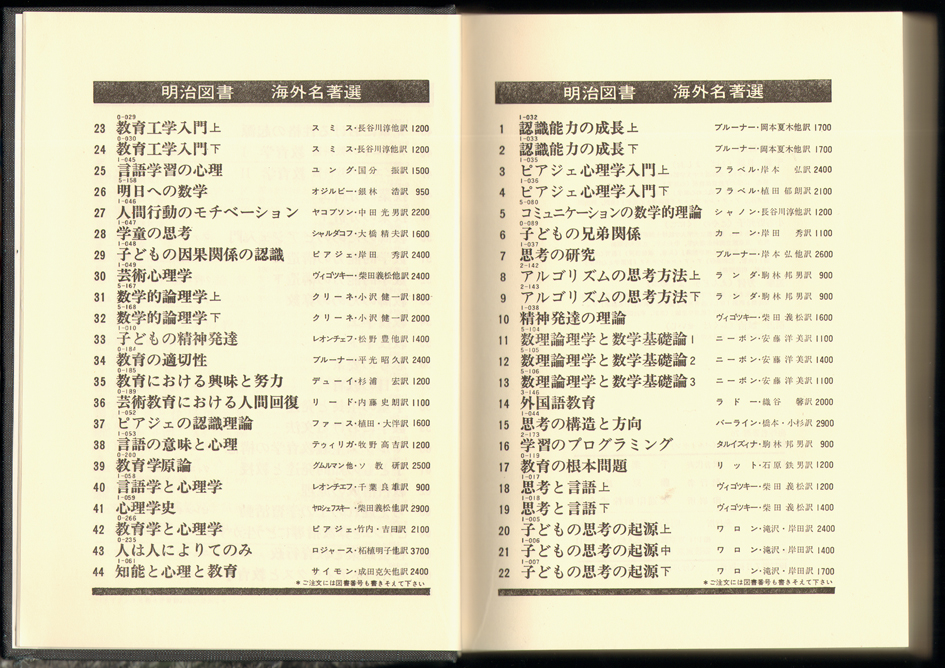
パルィギン・ボリス、社会心理学原論、海外名著選〈76〉. 明治図書出版 (1977)

## 生涯
1953年、レニングラード大学哲学部を卒業。卒業後は母校の教員となる。1953年から1957年まで研究担当学部長の次席者としてレニングラード国立大学の哲学部で教鞭をとる。また1957年から1962年まで小児医学研究所の教授を務めた。また、同じレニングラードにあるゲルツェン記念レニングラード国立教育大学の哲学教壇を指導。そこで1968年から1976年まで社会心理学的研究所又はソ連で最初の社会心理学部を創立した。1967年、レニングラード国立大学に『科学としての社会心理学（歴史、方法論及び理論の問題）』を提出して哲学博士号を取得。
1976年から1992年までロシア科学アカデミーに所属する社会経済的問題研究所での社会心理学的問題課を統括管理する。その後1992年から2012年までサンクトペテルブルク人文科学労働組合大学で社会心理学教壇を創立し、管理した。

## 研究内容・主な科学的貢献
- 科学的な社会心理学のコンセプトを開発し、一般社会心理学の基礎を設定し、初めて心理学における国民感情論、その感情の本質及びダイナミクスを世情の指示器として開発した。
- 主要な研究論文を18、記事を460本以上書き、その一部が他の言語に翻訳されている（日本語以外にも、英語、フランス語、ドイツ語、スペイン語、中国語、ポルトガル語、チェコ語、ブルガリア語、スロバキア語、リトアニア語、ハンガリー語、ラトビア語などに翻訳されている）。
- 社会心理学における哲学社会学的な流派の創始者と評価されている。

## 主要著作
- パルィギン・ボリス1977『社会心理学原論』(海外名著選76)、明治図書出版 NCID BN03034671